# Río Klara
El río Klara (en sueco: Clara älv, o Klarälven, que significa «el río claro») es un río del norte de Europa que discurre a través de Noruega y Suecia y desagua en el lago Vänern. Junto con el río Göta, el emisario del lago Vänern, puede considerarse un único sistema fluvial, el Göta-Klara, siendo entonces el río más largo de Escandinavia y de los países nórdicos, y también, la parte sueca, el río más largo de Suecia. Conjuntamente tienen también la mayor cuenca de las mismas áreas, 50.229 km² (incluidos todos los ríos que desaguan en el lago Vänern), de los que 42.468 km² se encuentra en Suecia, y el resto, 7.761 km², en Noruega.

## Geografía

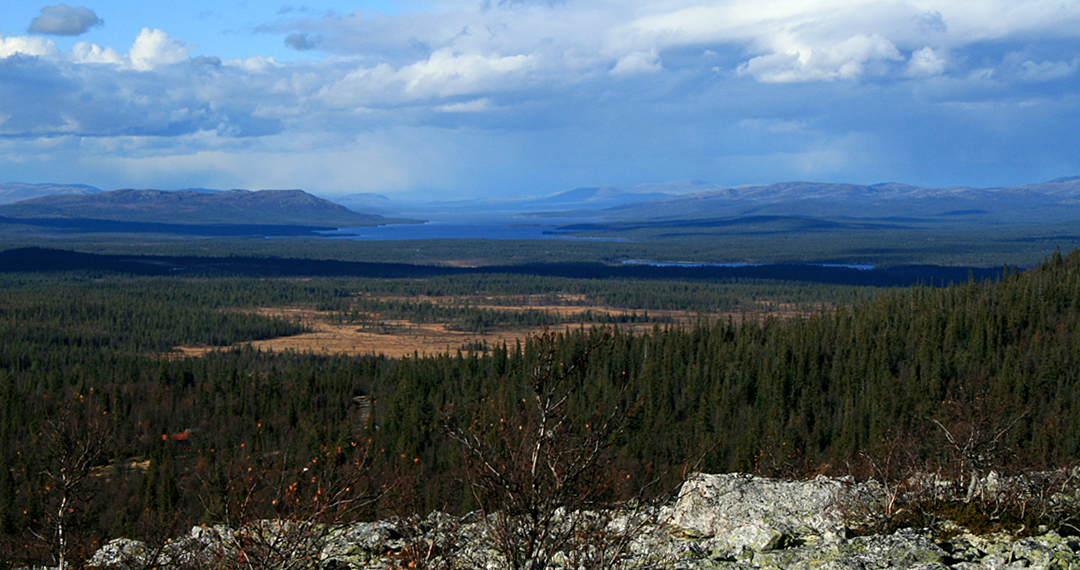
Vista del lago Femunden, en la cabecera del Klara.

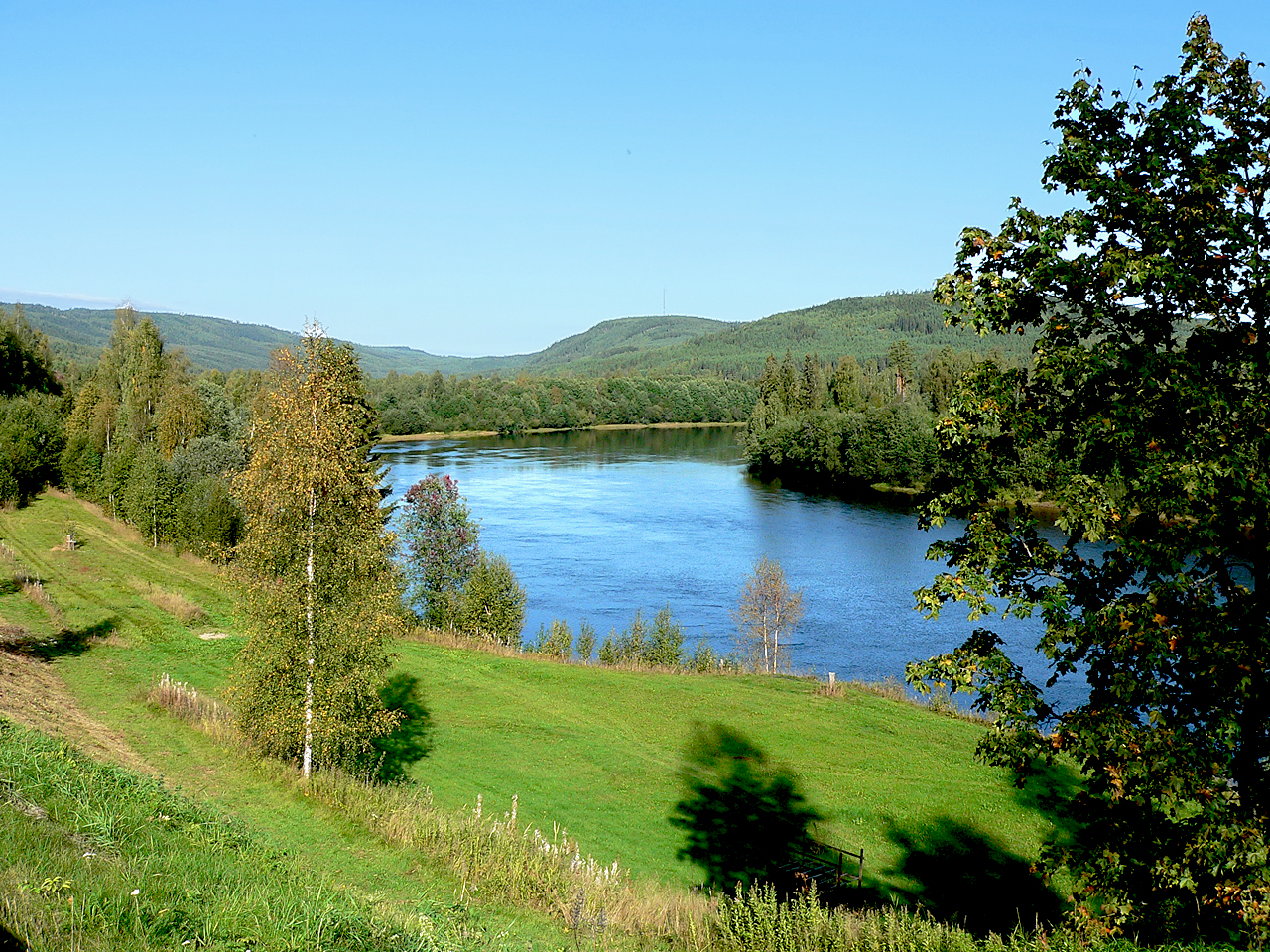
Vista del río en otoño (Värmland).

El río Klara nace en Suecia, en el lago Rogen (35,1 km² y una altitud de 768 m), en la región histórica de Härjedalen y, a continuación, pasa a través de la provincia noruega de Innlandet, donde desagua en el lago Femunden (203,5 km² a 662 m). Allí se conoce como Femundelva y Trysilelva (antes del movimiento nacionalista del siglo XIX el río se llamaba Klara incluso en Noruega; hoy se llama Femundelva en el municipio de Engerdal y Trysilelva en el municipio de Trysil, que refleja el fuerte patriotismo local en Noruega). 
Abandona el lago Femunden en dirección sur y tras pasar por la ciudad de Trysil regresa a Suecia, a la provincia de Värmland, por donde discurrirá el resto de su curso. Fluye primero en el lago Höljes y después llega a la localidad homónima de Höljes. Sigue aguas abajo en dirección sursureste, alcanzando Stöllet, Ekshärad, Munkforts, Deje y Forshaga. Desemboca finalmente mediante un amplio delta en el lago Vänern (5.648 km² y una altitud de 44m), en la ciudad de Karlstad (59.266 hab. en 2005). Luego el lago Vänern desagua a través del río Göta en el Kattegat, cerca de Gotemburgo. Al entrar en la región de Karlstad, el delta del río se divide en dos partes principales y ocho más pequeñas: la rama oriental se divide en dos subramas principales después de pasar Gubbholmen (finalmente tres ramas); la rama oeste se divide en cinco subramas. 
Desde la Edad de Hielo, la boca de Klara se ha desplazado desde Forshaga hasta su actual posición en Karlstad, y sigue avanzando, aunque por diferentes razones, como que el río lleva grandes cantidades de arena y el corte de los bordes exteriores de sus meandros, que causan que la costa del Vänern se mueva constantemente hacia el sur. 
El curso del Klara, como el de todos los ríos de llanura, es muy meándrico y ello propicia la existencia de numerosos meandros-ox, formados como resultado de describir amplias curvas que finalmente son abandonadas cuando el río encuentra un camino más corto. En el centro de Karlstad se encuentra un islote artificial, Gubbholmen, resultado de la acumulación de 5.000 toneladas de arena transportadas cada día durante las inundaciones de primavera.
El río ha proporcionado históricamente importantes beneficios económicos, primero como un medio de transporte adecuado para el transporte de madera y actualmente siendo reconocido internacionalmente como un destino excelente para la pesca deportiva.
La cuenca del río Klara es comúnmente referida como Klarälvsdalen («cuenca del Klarälv»), donde acumula gran parte del agua en su viaje al lago Vänern. Otras importantes fuentes de agua son las montañas nevadas en las zonas septentrionales de la cuenca, que proporcionan un caudal sustancioso en la primavera, cuando la nieve se derrite. Las inundaciones anuales son comunes.

## Importancia económica
En el río se ha construido varias centrales hidroeléctricas (de sur a norte):
1. Central de Forshaga, en Forshaga,
2. central de Dejefors, en la mitad de Deje central (20 MW);
3. central de Munkfors  (33 MW);
4. central de Skymnäsforsens, en Skymnäsfors (17 MW);
5. central de Forshults (20 MW);
6. central de Krakeruds (22 MW);
7. central de Skogaforsens, en Skogaforsen i Skogafors (15 MW),
8. central de Edsforsens, en Edsfors (9 MW);
9. central de Höljes (130 MW).

### Pesca
En los últimos años, la pesca deportiva en el río Klara ha ganado un reconocimiento internacional por sus ejemplares de salmón del Atlántico y de trucha marrón, dos especies muy apreciadas por los pescadores de mosca. La competencia para el uso de las zonas más ricas es muy fuerte y en temporada alta el precio de las licencias de pesca puede llegar a 500 coronas suecas (68 $ US) por día. Se adoptan también varias medidas para garantizar la supervivencia de la pesca, incluyendo reglas estrictas sobre los tamaños mínimos y la cantidad de capturas, así como el requisito de que los peces no deseados, tales como el lucio del norte, sean matados cuando son capturados.
A pesar de que el río estaba ocupado por el tráfico de troncos los informes sobre las poblaciones de peces en el Klara indican que no parecen haber sufrido por tan fuerte actividad, habiéndose beneficiado incluso la vida submarina, especialmente la población de tímalos. Cuando el acarreo fluvial cesó en 1991, los informes dieron cuenta de que los efectos beneficiosos fueron desapareciendo lentamente cuando en las riberas creció una densa vegetación, proporcionando un medio ambiente menos favorable para los peces.
En 1997, una escuela secundaria superior especializada en educación de pesca deportiva («Forshagaakademin») fue establecida en Forshaga para atender las demandas de profesionales capacitados para orientar el turismo de pesca.

## Otro turismo
El río Klara tiene agua limpia y fresca, apta para el baño, aunque hay que tener precaución si el baño se realiza en un punto antes de que el río llegue a su delta, ya que las corrientes pueden ser traicioneras. 
Otros actividades de interés turístico hoy día, además de la pesca deportiva, son la práctica del piragüismo y el rafting, en especial desde Branäs hasta Edebäck.

## Transporte de madera flotando

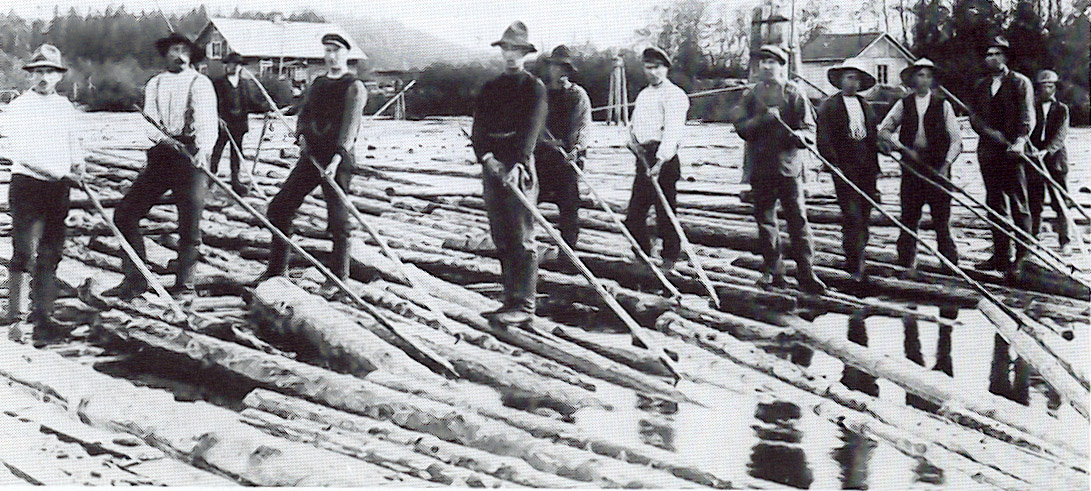
Una cuadrilla de gancheros de Finnskoga, trabajando en la separación de troncos en Lusten, Forshaga (1918).

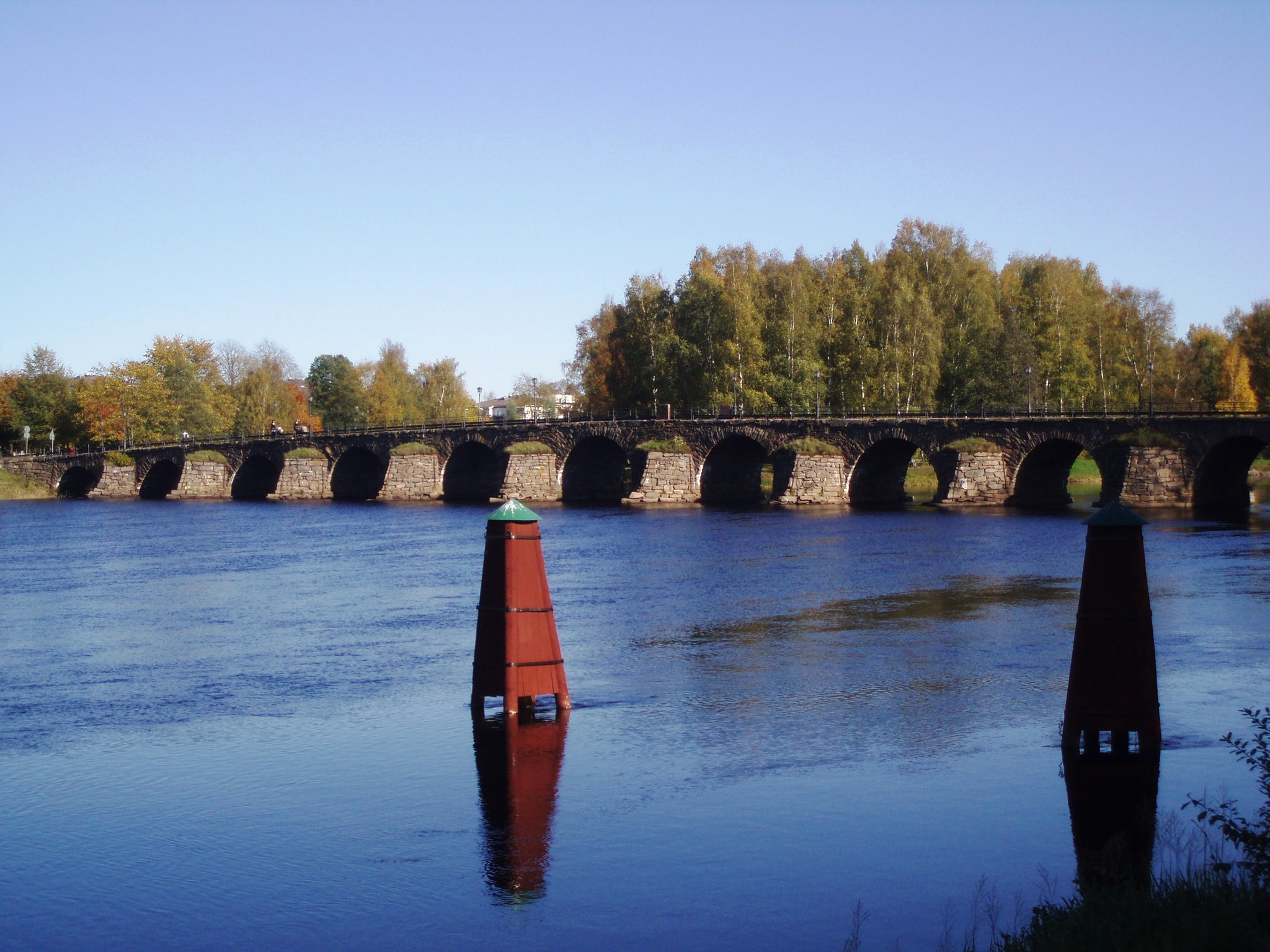
Puente de piedra en el delta del Klara en Karlstad. Las construcciones de color rojo se empleaban para separar el acarreo de los troncos flotantes en el río. Esas construcciones se puede ver en todo el curso del Klara.

Hay constancia del acarreo de madera flotando por el río desde el siglo XVII, aunque aumento a un nivel importante a principios del siglo XX, cuando la industria del papel comenzó a expandirse. El acarreo comenzaba por el vertido de los troncos en el río, que flotaban hasta el punto de separación en Forshaga. Posteriormente eran retenidos por una estructura flotante que se asemejaba a una valla, en donde los hombres podían caminar sobre los troncos, identificarlos y orientarlos a las zonas designadas utilizando ganchos especiales. Después de agrupar los troncos marcados de la misma empresa, eran arrastrados a sus destinos.
Hasta 1500 personas trabajan estacionalmente, empleados por los acarreadores locales y pagados por las papeleras y los propietarios de los bosques. Aunque era un trabajo de riesgo, el personal que lo desempeñaba estaba bien cualificado y sólo se informó de un incidente de ahogamiento en los últimos 30 años de funcionamiento. De los 19 barcos Lusten utilizados para arrastrar los troncos a su destino final, sólo uno permanece en condiciones de trabajo hoy, el Lusten 8, que actúa como una atracción turística.
Tras el cierre de la industria de la conducción tras la inundación en 1991, el equipamiento restante fue subastado y vendido en su mayoría al municipio de Forshaga, que lo empleo para fundar un museo sobre el acarreo fluvial de madera flotante, usando los antiguos edificios operativos como edificio principal. Tras el cierre de la conducción fluvial en el Klara, la práctica del acarreo fluvial en Suecia llegó oficialmente a su fin.